# Josef Neumann (Geistlicher)

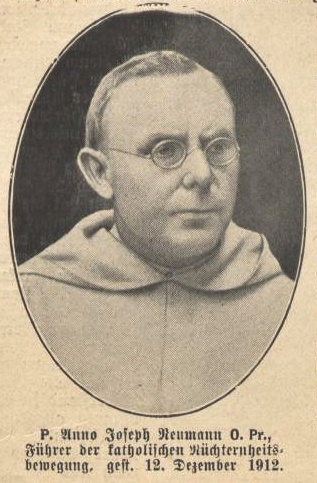
Pater Anno Josef Neumann

Wilhelm Josef Maria Neumann, Ordensname Anno Neumann (* 12. Mai 1856 in Dudeldorf, Eifel; † 12. Dezember 1912 in Düsseldorf-Heerdt) war ein deutscher römisch-katholischer Geistlicher, Verfechter der Mäßigkeits- und Abstinenzbewegung und Begründer des Kreuzbunds.

## Leben
Josef Neumann war der Sohn eines Gerichtsschreibers und besuchte Gymnasien in Siegburg, Münstereifel und Mainz. Nach seinem Abitur 1876 studierte er Theologie in Rom, Bonn und Eichstätt. Nach seiner Priesterweihe 1881 war er in Bonn, Dransdorf, Fischenich und Aachen als Pfarrer und Religionslehrer tätig.
1895 kam er in Aachen mit der katholischen Abstinenzbewegung in Kontakt, die dem im Zuge der Industrialisierung und der Verstädterung zunehmenden Elendsalkoholismus mit Mäßigung, Nüchternheit und Mäßigkeit begegnen wollte. Bald wurde er zu einem der bedeutendsten Vorkämpfer dieser Bewegung in Deutschland, und am 23. Februar 1896 gründete er in Aachen den Katholischen Verein gegen den Mißbrauch geistiger Getränke (seit 1899 Katholisches Kreuzbündnis).
Ab 1896 war Neumann Vikar in Rellinghausen (heute zu Essen) und gründete auch dort einen Mäßigkeitsverein. Weitere Gründungen folgten in Süddeutschland und Westdeutschland. 1897 gründete Neumann die Zeitschrift des Kreuzbündnisses, den Volksfreund, dessen Herausgeber er lange Zeit war.
Ab 1900 war er für eineinhalb Jahre als Rektor in Honnef tätig, übernahm die Seelsorge für Trunksüchtige und organisierte Wallfahrten in den französischen Marienwallfahrtsort Lourdes. 1901 gründete er den Priesterabstinentenbund. Von 1901 bis 1909 war er Pfarrer in Mündt-Opherten bei Jülich (heute zu Titz). 1901 war er an der Gründung der ersten katholischen Trinkeranstalt in Deutschland, des Kamillhushauses in Heidhausen (heute zu Essen), beteiligt, 1903 bei der Gründung der ersten katholischen Trinkeranstalt für Frauen, des St.-Anna-Hauses in Mündt. 1904 wirkte er an den Gründungen des Vereins abstinenter Katholiken in Hamburg sowie des Deutschen Lourdes-Vereins mit.
1909 trat Neumann in das Dominikanerkloster St. Joseph in Düsseldorf ein und nahm den Ordensnamen Anno an. 1912 starb er, kurz nach der Ablegung der feierlichen Gelübde des Dominikanerordens. Neumann liegt auf dem Südfriedhof in Düsseldorf begraben.

## Wirkung

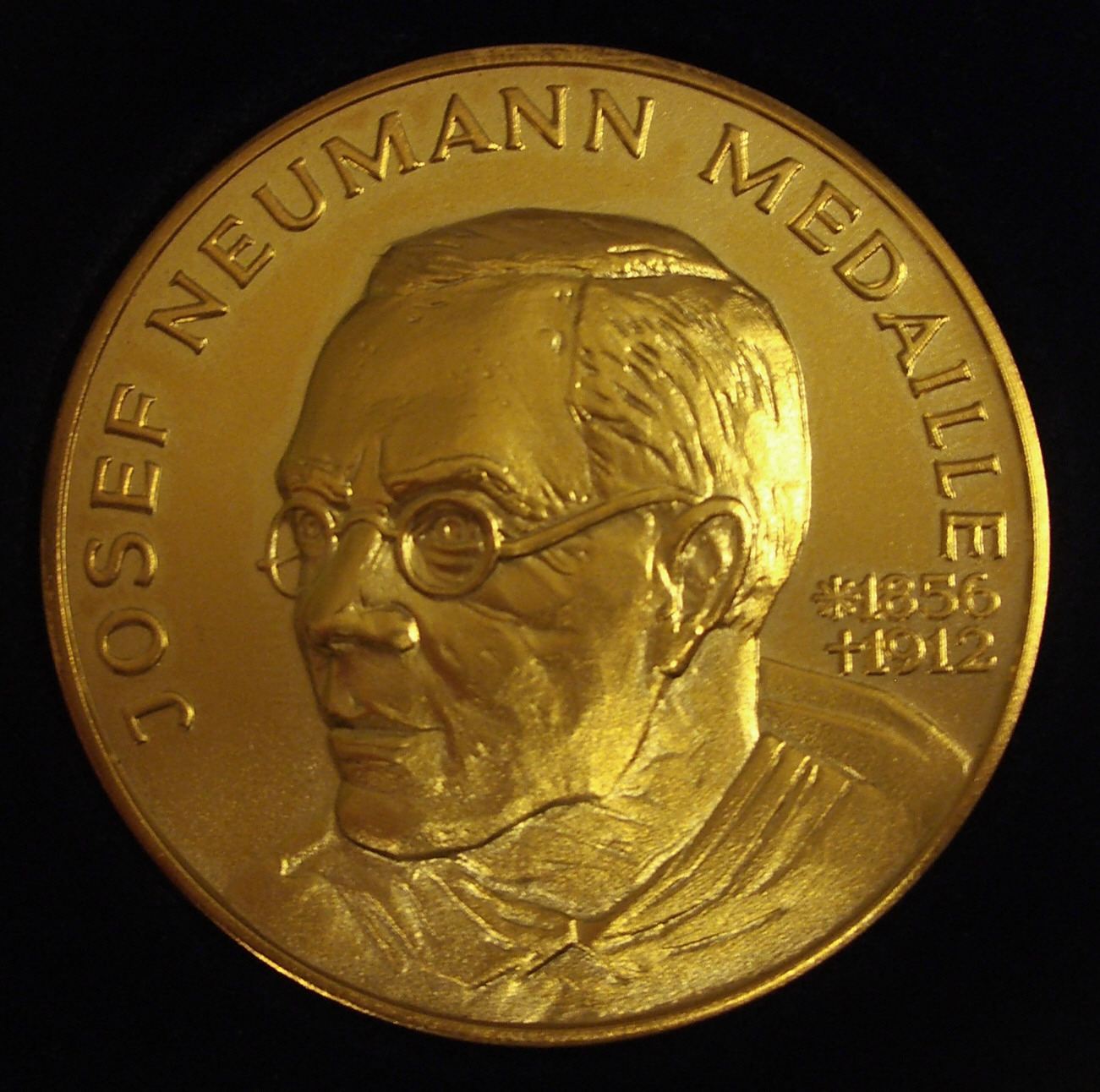
Josef-Neumann-Medaille des Kreuzbunds

Nach seinem Tod wurde das von Neumann begründete Kreuzbündnis (seit 1926: Kreubund) bald zum wichtigsten katholischen Verband im Kampf gegen die Trunksucht, vergleichbar mit dem evangelischen Blauen Kreuz.
Seit Alkoholismus 1968 durch die WHO und das Bundessozialgericht (BSG) als Krankheit anerkannt wurde und sich diese Einsicht auch in der Gesellschaft immer mehr verbreitete, entwickelte sich der Kreuzbund von einem Abstinenzverband zu einer Selbsthilfe- und Helfergemeinschaft, die heute deutschlandweit für Suchtkranke und Angehörige tätig ist.
Als höchste Auszeichnung für besondere Verdienste um den Kreuzbund für Nichtmitglieder vergibt der Verband die Josef-Neumann-Medaille.

## Veröffentlichungen
(Auswahl)
- Die Aufgabe der katholischen Caritas in der Mäßigkeitsbewegung (Vortrag), Fredebeul und Koenen, Essen 1896
- Mäßigkeits-Katechismus, mehrere Auflagen ab ca. 1900
- Zur Reform der Trinksitten. Die Mitarbeit der deutschen Katholikenversammlungen an derselben, dargelegt aus ihren Verhandlungen. Ein kleiner Beitrag zur großen Alkoholfrage, Bachem, Köln 1903
- Der Seelsorger und der Alkoholismus (= Seelsorger-Praxis, Band 17), Schöningh, Paderborn 1906

Herausgeberschaft:
- Lourdes-Rose (Zeitschrift)
- Volksfreund (Zeitschrift, ab 1897)
- Katholische Mäßigkeitsblätter (Zeitschrift)
- Sobrietas (Zeitschrift)